# Java Platform Debugger Architecture
Java Platform Debugger Architecture (JPDA) es una colección de APIs que proporciona una infraestructura para depurar aplicaciones de J2SE. Incluye tres API:
- Java Debug Interface (JDI): Interfaz Java de alto nivel que incluye soporte de depuración remota.

- Java Debug Wire Protocol (JDWP): Define el formato de la información y las solicitudes transferidas entre el proceso que se está depurando y el front-end del depurador.

- Java Virtual Machine Tools Interface (JVM TI): Una interfaz nativa que define los servicios de una máquina virtual Java. proporciona herramientas tales como depuradores y profilers. JVM TI se introdujo en J2SE 5.0 y sustituye JVMDI y JVMPI. JVMDI fue eliminado en Java SE 6 y JVMPI será eliminado en Java SE 7.